# Ranunculus breyninus
Renoncule de Breyne, Renoncule orophile, Renoncule de la Raxalpe
Espèce
Ranunculus breyninus,  la Renoncule de Breyne, Renoncule orophile ou Renoncule de la Raxalpe, est une espèce de plantes à fleurs de la famille des Ranunculaceae.

## Description
C'est une plante herbacée.

## Systématique
Le nom correct complet (avec auteur) de ce taxon est Ranunculus breyninus Crantz.
Le nom de l'espèce fait référence au botaniste Johann Philipp Breyne.
Ce taxon porte en français les noms vernaculaires ou normalisés suivants : Renoncule de la Raxalpe,,, Renoncule de Breyne,, Renoncule orophile.
Ranunculus breyninus a pour synonymes :
- Ranunculus acutidentatus Rupr.
- Ranunculus acutilobus Ledeb.
- Ranunculus aureus var. breyninus (Crantz) Rchb.
- Ranunculus aureus var. hornschuchii (Hoppe) Rchb.
- Ranunculus balcanicus Kümmerle & Jáv.
- Ranunculus breynii J.F.Gmel.
- Ranunculus gautieri Freyn, 1876
- Ranunculus geraniifolius subsp. breyninus (Crantz) Rouy & Foucaud
- Ranunculus geraniifolius var. gautieri (Freyn) Rouy & Foucaud
- Ranunculus geraniifolius var. hornschuchii (Hoppe) P.Fourn.
- Ranunculus hornschuchii Hoppe
- Ranunculus makaschwilii Kem.-Nath.
- Ranunculus montanus subsp. breyninus (Crantz) H.Marcailhou & A.Marcailhou
- Ranunculus montanus subsp. hornschuchii (Hoppe) Hegi
- Ranunculus montanus subsp. hornschuchii (Hoppe) Vollm.
- Ranunculus montanus var. villarsii Moritzi
- Ranunculus oreophilus f. jakupicensis Micevski
- Ranunculus oreophilus f. nudifolius Sigunov
- Ranunculus oreophilus subsp. balcanicus Micevski
- Ranunculus oreophilus subsp. hornschuchii (Hoppe) O.Schwarz
- Ranunculus oreophilus var. olympicus Stoj. & Jordanov
- Ranunculus oreophilus M.Bieb.
- Ranunculus polyanthemos subsp. breyninus (Crantz) Hegi
- Ranunculus polyanthemos subsp. breyninus Crantz
- Ranunculus villarsii var. hornschuchii (Hoppe) Brügger
- Ranunculus zapalowickzii Pacz., 1927